# Musikjahr 1422
Liste der Musikjahre

◄◄ | ◄ | 1418 | 1419 | 1420 | 1421 | Musikjahr 1422 | 1423 | 1424 | 1425 | 1426 | ►

Weitere Ereignisse
Dieser Artikel behandelt das Musikjahr 1422.

## Ereignisse

### Heiliges Römisches Reich

#### Grafschaft Bregenz
- Der Liedkomponist Bürk Mangolt, der in Bregenz in den Diensten der Grafen von Montfort stand, wird 1422 in einem Grundbucheintrag letztmalig erwähnt.[1]

#### Herzogtum Österreich
- Der Theologe, Schriftsteller und Musiktheoretiker Johannes Keck studiert von 1422 bis 1429 Theologie, Philosophie und Geisteswissenschaften an der Universität Wien.[2]

#### Hochstift Lüttich
- Der Komponist Johannes Brassart wird in den Rechnungsbüchern der Kollegiatkirche St.-Jean-l’Évangéliste in Lüttich ab dem Jahr 1422 mehrmals als Sänger erwähnt.[3][4]

### Italienische Staaten

#### Kirchenstaat
- Der Komponist Richard Cardot, der zuvor Sänger an der burgundischen Hofkapelle von Herzog Johann Ohnefurcht war, steht vom 14. Januar 1422 bis 1425 als Sänger und Kaplan in den Diensten des Papstes.[5][6]

#### Republik Venedig
- Der Astronom, Mathematiker und Musiktheoretiker Prosdocimus de Beldemandis wird 1422 Professor der Astronomie in Padua.[7] Bis zu seinem Todesjahr lehrt er verschiedene Fächer, darunter Astrologie, Astronomie, Mathematik, Philosophie, Kunst und Medizin.[8]

### Herzogtum Burgund

#### Grafschaft Flandern
- Der Komponist Jacobus Coutreman († 1432) ist von 1417 bis 1422 Succentor an der Sint-Donaaskathedraal in Brügge.[9]

### Königreich Aragón
- Edmonton und Géronimo Lambullet sind 1416 und 1422 nachweislich in der Hofkapelle Alfonso V. beschäftigt.[10][11]

### Königreich England
- In Chester wird bereits 1422 ein Fronleichnamsspiel aufgeführt, in dem die städtischen Zünfte einzelne Bibelszenen gestalten.[12]
- Der englische Komponist John Dunstable begleitet möglicherweise ab 1422 den Herzog von Bedford während dessen Regentschaft in Frankreich.[13]

### Königreich Frankreich
- Zu den Musikern der Kathedrale von Amiens gehört 1422 der Komponist Firminus Caron.[14][15]
- Der französische Komponist Jean Charité dient von 1418 bis 1422 als Kanoniker der Ste. Chapelle des Palastes von Bourges.[16]
- Der französische Komponist Robinet ist 1422 Chorknabe in Beauvais.[17]

### Königreich Polen
- Mikołaj Radomski wirkt wahrscheinlich als Instrumentalist am königlichen Hof in Krakau.[18]

## Kompositionen und Schriften
- Antonio da Cividale del Friuli – Inclita persplendens, 1422 (Motette zu Ehren der hl. Katharina, der Schutzheiligen der dominikanischen Tertiarerinnen)[19]

## Instrumentenbau
- Um 1422 wird die Trompete in der Alta musica des burgundischen Hofes als „trompette des ménestrels“ bezeichnet, um sie von der Naturtrompete oder „trompette de guerre“ zu unterscheiden. Es handelt sich möglicherweise bereits um eine Zugtrompete.[20]

## Geboren

### Genaues Geburtsdatum unbekannt
- John Bodenham, Chorsänger und Gelehrter des Winchester College († unbekannt)[21]

### Geboren um 1422
- Iñigo de Mendoza, spanischer Komponist sowie Beichtvater und Prediger von Isabella von Kastilien und Ferdinand von Aragon († um 1492)[22]

## Gestorben

### Genaues Todesdatum unbekannt
- Záviš von Zap, böhmischer Theologe und Komponist (* um 1350)[23]

### Gestorben um 1422
- Thomas Walsingham, Chronist und Musiktheoretiker (* um 1340)[24]